# Kornél Ábrányi (tatăl)
Kornél Ábrányi (tatăl) (n. 15 octombrie 1822, Szentgyörgyábrány- d. 20 decembrie 1903, Budapesta) a fost un memorialist, pianist, muzicolog și compozitor maghiar. A fost elevul lui Chopin și prieten apropiat al lui Franz Liszt, a cărui muzică a interpretat-o deseori. Ábrányi a compus muzică pentru pian, dar a compus și muzică de cameră, lucrări corale și lieduri. A predat la Academia de Muzică Franz Liszt de la fondarea ei în 1875 și a devenit secretarul ei.
A fost tatăl scriitorilor Kornél Ábrányi-fiul (1849-1913) și Emil Ábrányi (1850/1851-1920) și bunicul compozitorului și dirijorului Kornél Ábrányi-nepotul.